# Liste der Kulturdenkmäler in Weilmünster
Die folgende Liste enthält die in der Denkmaltopographie ausgewiesenen Kulturdenkmäler auf dem Gebiet  der Gemeinde Weilmünster, Landkreis Limburg-Weilburg, Hessen.
Hinweis: Die Reihenfolge der Denkmäler in dieser Liste orientiert sich zunächst an Ortsteilen und anschließend der Anschrift, alternativ ist sie auch nach der Bezeichnung, der vom Landesamt für Denkmalpflege vergebenen Nummer oder der Bauzeit sortierbar.
Kulturdenkmäler werden fortlaufend im Denkmalverzeichnis des Landes Hessen durch das Landesamt für Denkmalpflege Hessen auf Basis des Hessischen Denkmalschutzgesetzes (HDSchG) geführt. Die Schutzwürdigkeit eines Kulturdenkmals hängt nicht von der Eintragung in das Denkmalverzeichnis des Landes Hessen oder der Veröffentlichung in der Denkmaltopographie ab.

## Kulturdenkmäler nach Ortsteilen

### Aulenhausen
| Bild           | Bezeichnung             | Lage                                                             | Beschreibung | Bauzeit | Objekt-Nr. |
| -------------- | ----------------------- | ---------------------------------------------------------------- | --- | ------- | ---------- |
| weitere Bilder | Ehemalige Rathausschule | Aulenhausen, Langenbergstraße 8, 10 LageFlur: 1, Flurstück: 70/4 | Die ehemalige Rathausschule wurde nach Entwurf des damaligen Bauinspektors Spinn als einfacher Satteldachbau an der Hangecke zur Friedhofstraße erbaut. Über dem hohen Bruchsteinsockel mit entsprechender Treppe wurde das Hauptgeschoss und der bewohnbare Kniestock aus örtlichem Feldbrand erstellt. Die Abfolge von Treppe, überdachtem Eingangsrisalit und diagonalen Firstreitertürmchen bildet die Hauptgliederung. | 1888    | 52648 DDB  |

### Dietenhausen
| Bild                | Bezeichnung                 | Lage                                                          | Beschreibung | Bauzeit       | Objekt-Nr. |
| ------------------- | --------------------------- | ------------------------------------------------------------- | ------------ | ------------- | ---------- |
| Evangelische Kirche | Evangelische Kirche         | Dietenhausen, Atzbachstraße 28 LageFlur: 1, Flurstück: 74     |              | 1958          | 52654 DDB  |
| weitere Bilder      | Hofanlage                   | Dietenhausen, Iserbachstraße 19 LageFlur: 1, Flurstück: 103   |              | 1772          | 52650 DDB  |
|                     |                             | Dietenhausen, Iserbachstraße 26 LageFlur: 1, Flurstück: 129   |              | 1695 bis 1705 | 52651 DDB  |
| weitere Bilder      | Altes Rat- und Gemeindehaus | Dietenhausen, Iserbachstraße 27 LageFlur: 1, Flurstück: 76    |              |               | 52653 DDB  |
| weitere Bilder      |                             | Dietenhausen, Iserbachstraße 36 LageFlur: 1, Flurstück: 136/2 |              |               | 52652 DDB  |

### Ernsthausen
| Bild            | Bezeichnung         | Lage                                                            | Beschreibung | Bauzeit                | Objekt-Nr. |
| --------------- | ------------------- | --------------------------------------------------------------- | --- | ---------------------- | ---------- |
| Alte Viehwaage  | Alte Viehwaage      | Ernsthausen, Bahnhofstraße o. Nr. LageFlur: 1, Flurstück: 156/1 | | 1825 bis 1875          | 52658 DDB  |
| weitere Bilder  | Evangelische Kirche | Ernsthausen, Bahnhofstraße o. Nr. LageFlur: 1, Flurstück: 2/1   | Die Kirche hat einen rechteckigen Grundriss, wirkt jedoch durch das Walmdach und Reitertürmchen zentralbauähnlich. Der Bau wird durch hohe Rundbogenfenster, breite Ecklisenen und ein angedeuteter Risalit mit kleinem Frontispiz geprägt. Das Innere ist im Stil des Klassizismus gehalten. Dominant ist der kanonische Emporenbau mit dorischen Säulen und Architraven. Die Marmorierung ist original. Die Kirche verfügt über eine einfache Orgel von Daniel Raßmann. | 1831                   | 52657 DDB  |
| weitere Bilder  | Alte Schule         | Ernsthausen, Bahnhofstraße 2 LageFlur: 1, Flurstück: 1/3        | Die Schule ist ein zweigeschossiges, rechteckiges, verputztes Fachwerkhaus Rechteckbau mit flachem Walmdach, sechs Achsen großer Fenster und einem Doppeleingang. Sie wurde im damals modernen „italienischen Stil“ erbaut. Das alte, gusseiserne Ortsschild (Buderuskatalog 1835) sitzt jetzt an der Seitenfassade. | um 1840                | 52656 DDB  |
|                 |                     | Ernsthausen, Bahnhofstraße 3 LageFlur: 1, Flurstück: 158        | | Anfang 18. Jahrhundert | 52659 DDB  |
|                 |                     | Ernsthausen, Bahnhofstraße 6 LageFlur: 1, Flurstück: 302        | | Anfang 18. Jahrhundert | 52660 DDB  |
| weitere Bilder  |                     | Ernsthausen, Bahnhofstraße 32 LageFlur: 1, Flurstück: 275       | | Ende 18. Jahrhundert   | 52661 DDB  |
| Bild gesucht BW | Bahnhof             | Ernsthausen, Bahnhofsweg 3 LageFlur: 1, Flurstück: 173/2        | | 1891                   | 952382 DDB |
| Gesamtanlage    | Gesamtanlage        | Ernsthausen, Gesamtanlage Ernsthausen Lage                      | | 1725 bis 1775          | 52655 DDB  |
| Einhausgehöft   | Einhausgehöft       | Ernsthausen, Weilburger Straße 66 LageFlur: 2, Flurstück: 104   | | 1795 bis 1805          | 52663 DDB  |

### Essershausen
| Bild                                              | Bezeichnung                                       | Lage                                                              | Beschreibung | Bauzeit       | Objekt-Nr. |
| ------------------------------------------------- | ------------------------------------------------- | ----------------------------------------------------------------- | ------------ | ------------- | ---------- |
| Fachwerkscheune                                   | Fachwerkscheune                                   | Essershausen, Brückenstraße 1 LageFlur: 1, Flurstück: 39          |              | 1725 bis 1775 | 52664 DDB  |
| weitere Bilder                                    |                                                   | Essershausen, Brückenstraße 4 LageFlur: 1, Flurstück: 96          |              |               | 52665 DDB  |
| weitere Bilder                                    | Alte Schule                                       | Essershausen, Brückenstraße 8 LageFlur: 1, Flurstück: 94          |              | 1830 bis 1840 | 52666 DDB  |
| Evangelisches Pfarrhaus                           | Evangelisches Pfarrhaus                           | Essershausen, Brückenstraße 13 LageFlur: 1, Flurstück: 78         |              | 1810 bis 1820 | 52667 DDB  |
| Bahnhofsgebäude                                   | Bahnhofsgebäude                                   | Essershausen, Brückenstraße 15 LageFlur: 1, Flurstück: 79/1, 79/3 |              | 1891          | 52668 DDB  |
|                                                   |                                                   | Essershausen, Edelsberger Straße 2 LageFlur: 1, Flurstück: 25/2   |              | 1625 bis 1675 | 52669 DDB  |
| weitere Bilder                                    |                                                   | Essershausen, Freienfelser Straße 7 LageFlur: 1, Flurstück: 31/2  |              | 1835 bis 1845 | 52670 DDB  |
| weitere Bilder                                    | Hofanlage                                         | Essershausen, Kirchstraße 4 LageFlur: 1, Flurstück: 72            |              | 1725 bis 1775 | 52671 DDB  |
| weitere Bilder                                    | Evangelische Kirche                               | Essershausen, Kirchstraße 6 LageFlur: 1, Flurstück: 71            |              |               | 52672 DDB  |
| Stollenportal der Grube Fritz (Ferdinand-Stollen) | Stollenportal der Grube Fritz (Ferdinand-Stollen) | Essershausen, Scheiderberg o. Nr. LageFlur: 4, Flurstück: 9/2     |              |               | 52673 DDB  |

### Laimbach
| Bild                  | Bezeichnung           | Lage                                                          | Beschreibung                             | Bauzeit                | Objekt-Nr. |
| --------------------- | --------------------- | ------------------------------------------------------------- | ---------------------------------------- | ---------------------- | ---------- |
| weitere Bilder        |                       | Laimbach, Auf der Au 2 LageFlur: 2, Flurstück: 92/3           |                                          | Ende 18. Jahrhundert   | 52675 DDB  |
| weitere Bilder        | Brunnen               | Laimbach, Grauensteinstraße o. Nr. LageFlur: 2, Flurstück: 20 | siehe auch Gusseiserne Brunnen im Taunus | 1864                   | 52674 DDB  |
| weitere Bilder        | Gemeindehaus          | Laimbach, Grauensteinstraße 1 LageFlur: 2, Flurstück: 27/1    |                                          | 1953                   | 52676 DDB  |
| weitere Bilder        |                       | Laimbach, Grauensteinstraße 18 LageFlur: 2, Flurstück: 33     |                                          | 1695 bis 1705          | 52677 DDB  |
| weitere Bilder        |                       | Laimbach, Grauensteinstraße 22 LageFlur: 1, Flurstück: 81     |                                          | Anfang 18. Jahrhundert | 52678 DDB  |
| Ehemalige Volksschule | Ehemalige Volksschule | Laimbach, Waldschulstraße 10 LageFlur: 1, Flurstück: 75/1     |                                          | 1935                   | 52679 DDB  |

### Langenbach
| Bild            | Bezeichnung                       | Lage                                                                            | Beschreibung | Bauzeit                | Objekt-Nr. |
| --------------- | --------------------------------- | ------------------------------------------------------------------------------- | ------------ | ---------------------- | ---------- |
|                 |                                   | Langenbach, Gäßchen 4 LageFlur: 1, Flurstück: 237, 238                          |              | 1625 bis 1675          | 52681 DDB  |
| Gesamtanlage    | Gesamtanlage                      | Langenbach, Gesamtanlage Langenbach Lage                                        |              | Ende 17. Jahrhundert   | 52680 DDB  |
|                 |                                   | Langenbach, Langgasse 10 LageFlur: 1, Flurstück: 1                              |              | Ende 18. Jahrhundert   | 52682 DDB  |
| Bild gesucht BW |                                   | Langenbach, Langgasse 16 LageFlur: 1, Flurstück: 4                              |              | Anfang 18. Jahrhundert | 52683 DDB  |
| weitere Bilder  | Evangelische Kirche und Pfarrhaus | Langenbach, Schulstraße o. Nr., Langgasse 26 LageFlur: 1, Flurstück: 129, 131/1 |              | 1717                   | 52685 DDB  |
| weitere Bilder  |                                   | Langenbach, Schulstraße 1 LageFlur: 1, Flurstück: 119                           |              | 1595 bis 1605          | 52684 DDB  |
|                 |                                   | Langenbach, Schulstraße 2 LageFlur: 1, Flurstück: 8                             |              | Ende 17. Jahrhundert   | 52686 DDB  |
|                 |                                   | Langenbach, Schulstraße 3 LageFlur: 1, Flurstück: 126                           |              | 1621                   | 52687 DDB  |
| Alte Schule     | Alte Schule                       | Langenbach, Schulstraße 5 LageFlur: 1, Flurstück: 125/1                         |              | 1834                   | 52688 DDB  |
| Alte Viehwaage  | Alte Viehwaage                    | Langenbach, Wedegasse o. Nr. LageFlur: 1, Flurstück: 62                         |              | um 1930                | 52690 DDB  |
| Bild gesucht BW |                                   | Langenbach, Wedegasse 5 LageFlur: 1, Flurstück: 36                              |              | 1932                   | 52689 DDB  |
|                 |                                   | Langenbach, Wedegasse 6 LageFlur: 1, Flurstück: 65/1                            |              | Anfang 18. Jahrhundert | 52691 DDB  |

### Laubuseschbach
| Bild               | Bezeichnung                        | Lage                                                                | Beschreibung                                        | Bauzeit                | Objekt-Nr. |
| ------------------ | ---------------------------------- | ------------------------------------------------------------------- | --------------------------------------------------- | ---------------------- | ---------- |
| weitere Bilder     | Grabsteine an der Friedhofskapelle | Laubuseschbach, Emmershäuser Weg o. Nr. LageFlur: 3, Flurstück: 151 | Grabsteine in den Seitenmauern der Friedhofskapelle | 1825 bis 1875          | 52694 DDB  |
| weitere Bilder     | Evangelische Kirche                | Laubuseschbach, Kirchgasse 4 LageFlur: 2, Flurstück: 11             |                                                     | 1725 bis 1775          | 52695 DDB  |
| weitere Bilder     | Ehemaliges Gemeindehaus            | Laubuseschbach, Laubusstraße 18 LageFlur: 2, Flurstück: 6/3         |                                                     | Anfang 20. Jahrhundert | 52692 DDB  |
| weitere Bilder     | Denkmal 1870/71                    | Laubuseschbach, Laubusstraße 18 LageFlur: 2, Flurstück: 6/3         |                                                     | Ende 19. Jahrhundert   | 52693 DDB  |
| Schönbornscher Hof | Schönbornscher Hof                 | Laubuseschbach, Laubusstraße 37 LageFlur: 1, Flurstück: 105/9       |                                                     |                        | 52696 DDB  |
| Bild gesucht BW    | Bahnhof                            | Laubuseschbach, Schnallenberg o. Nr. LageFlur: 7, Flurstück: 66/2   |                                                     | 1892                   | 952993 DDB |

### Lützendorf
| Bild           | Bezeichnung        | Lage                                                   | Beschreibung | Bauzeit                | Objekt-Nr. |
| -------------- | ------------------ | ------------------------------------------------------ | ------------ | ---------------------- | ---------- |
|                |                    | Lützendorf, Bergstraße 2 LageFlur: 2, Flurstück: 38    |              | Anfang 18. Jahrhundert | 52698 DDB  |
| Gesamtanlage   | Gesamtanlage       | Lützendorf, Gesamtanlage Lützendorf Lage               |              |                        | 52697 DDB  |
| weitere Bilder | Alte Rathausschule | Lützendorf, Ringstraße 26 LageFlur: 2, Flurstück: 7/1  |              | 1846                   | 52699 DDB  |
|                |                    | Lützendorf, Ringstraße 35 LageFlur: 2, Flurstück: 46/1 |              |                        | 52700 DDB  |

### Möttau
| Bild                             | Bezeichnung                                | Lage                                                                | Beschreibung | Bauzeit       | Objekt-Nr. |
| -------------------------------- | ------------------------------------------ | ------------------------------------------------------------------- | ------------ | ------------- | ---------- |
| Ehemaliges Rat- und Spritzenhaus | Ehemaliges Rat- und Spritzenhaus           | Möttau, Backhausweg 1 LageFlur: 1, Flurstück: 88                    |              | 1950 bis 1960 | 52702 DDB  |
| Bild gesucht BW                  | Forsthaus Möttau                           | Möttau, Forsthaus Möttau 1 LageFlur: 6, Flurstück: 3                |              | 1889          | 52703 DDB  |
| Alte Rathausschule               | Alte Rathausschule                         | Möttau, Hessenstraße 10 LageFlur: 1, Flurstück: 34/3                |              | 1825 bis 1835 | 52701 DDB  |
| Bild gesucht BW                  | Wasserberg-Ruine Grebenstein, Bodendenkmal | Möttau, Jungewald Häuserwald, Dreispitz LageFlur: 7, Flurstück: 3/1 | Bodendenkmal |               | 52704 DDB  |

### Rohnstadt
| Bild              | Bezeichnung             | Lage                                                           | Beschreibung | Bauzeit                | Objekt-Nr. |
| ----------------- | ----------------------- | -------------------------------------------------------------- | ------------ | ---------------------- | ---------- |
| Bleidenbachbrücke | Bleidenbachbrücke       | Rohnstadt, Bleidenbach (N.F.Gew.III) LageFlur: 5, Flurstück: 6 |              | 1895                   | 52708 DDB  |
| weitere Bilder    | Altes Rat- und Backhaus | Rohnstadt, Langenbacher Straße 4 LageFlur: 1, Flurstück: 171   |              | 1927                   | 52705 DDB  |
|                   |                         | Rohnstadt, Schultheißenstraße 8 LageFlur: 1, Flurstück: 186/2  |              | Anfang 18. Jahrhundert | 52706 DDB  |
| Bild gesucht BW   |                         | Rohnstadt, Schultheißenstraße 19 LageFlur: 1, Flurstück: 83    |              | 1725 bis 1775          | 52707 DDB  |

### Weilmünster
| Bild                                        | Bezeichnung                                                                  | Lage | Beschreibung | Bauzeit                | Objekt-Nr. |
| ------------------------------------------- | ---------------------------------------------------------------------------- | --- | --- | ---------------------- | ---------- |
| Bild gesucht BW                             |                                                                              | Weilmünster, Alte Gasse 1 LageFlur: 12, Flurstück: 189/19 | | Anfang 19. Jahrhundert | 52602 DDB  |
| Bild gesucht BW                             |                                                                              | Weilmünster, Am Bleidenbach 11/13 LageFlur: 10, Flurstück: 75/1 | | 1675 bis 1725          | 52605      |
|                                             |                                                                              | Weilmünster, Am Bleidenbach 27/29 LageFlur: 10, Flurstück: 54/2 | | 1837                   | 52607 DDB  |
| Ehemalige Ringmauer                         | Ehemalige Ringmauer                                                          | Weilmünster, Auf Kirrberg LageFlur: 12, 45, Flurstück: 43/1, 109, 110 | |                        | 52600 DDB  |
| Bild gesucht BW                             |                                                                              | Weilmünster, Berggasse 4 LageFlur: 11, Flurstück: 76/1 | | 1575 bis 1625          | 52609 DDB  |
| Bild gesucht BW                             |                                                                              | Weilmünster, Berggasse 18 LageFlur: 12, Flurstück: 49/1 | | Ende 18. Jahrhundert   | 52611 DDB  |
| Ehemaliges Buderuswerk Audenschmiede        | Ehemaliges Buderuswerk Audenschmiede                                         | Weilmünster, Buderusstraße 10a, Buderusstraße LageFlur: 61, Flurstück: 29, 30/3 | | 1434                   | 52643 DDB  |
| Ehemaliges Verwaltungs- und Speichergebäude | Ehemaliges Verwaltungs- und Speichergebäude                                  | Weilmünster, Buderusstraße 12 LageFlur: 61, Flurstück: 30/2 | | 1850 bis 1860          | 52645 DDB  |
| Bild gesucht BW                             | Gesamtanlage                                                                 | Weilmünster, Gesamtanlage Buderusstraße 29-41 Lage | | 1725 bis 1775          | 52644 DDB  |
| Bild gesucht BW                             | Ehemalige Neumühle                                                           | Weilmünster, Gesamtanlage Mühlweg 11 LageFlur: 29, Flurstück: 93/1 | |                        | 52631 DDB  |
| Bild gesucht BW                             | Gesamtanlage                                                                 | Weilmünster, Gesamtanlage Weilmünster Lage | |                        | 52601 DDB  |
| Bild gesucht BW                             | Wappenstein                                                                  | Weilmünster, Hauptstraße 4 LageFlur: 11, Flurstück: 110/41 | | 1668                   | 52614 DDB  |
| Wirtshaus-Schild                            | Wirtshaus-Schild                                                             | Weilmünster, Hauptstraße 7 LageFlur: 11, Flurstück: 62/1 | | 1895 bis 1905          | 52616 DDB  |
| Bild gesucht BW                             |                                                                              | Weilmünster, Hauptstraße 8 LageFlur: 11, Flurstück: 43 | | 1695 bis 1705          | 52617 DDB  |
| Bild gesucht BW                             |                                                                              | Weilmünster, Hauptstraße 10 LageFlur: 11, Flurstück: 132/52 | | 1725 bis 1775          | 52619 DDB  |
|                                             |                                                                              | Weilmünster, Hauptstraße 12 LageFlur: 11, Flurstück: 54/1 | | 1610                   | 52621 DDB  |
| weitere Bilder                              | Bahnhofsgebäude                                                              | Weilmünster, Hauptstraße 50 LageFlur: 3, Flurstück: 41/4 | | 1891                   | 52626 DDB  |
|                                             |                                                                              | Weilmünster, Hintergasse 12 LageFlur: 10, Flurstück: 35 | | 1745 bis 1755          | 52628 DDB  |
| Bild gesucht BW                             | Jagdschlößchen 'Dianenstein'                                                 | Weilmünster, Lichtertal 1, Lichtertal LageFlur: 36, Flurstück: 2, 3 | | 1838                   | 52647 DDB  |
| weitere Bilder                              | Ehemaliges Untertor                                                          | Weilmünster, Marktplatz 14, Marktplatz (L 3054), Hauptstraße 1 LageFlur: 9, Flurstück: 11/2, 163/4, 2/5                                                                                        | |                        | 52629 DDB  |
| Bild gesucht BW                             | Ehemaliges Bergamt                                                           | Weilmünster, Mühlweg 2 LageFlur: 13, Flurstück: 26/2 | | 1855 bis 1865          | 52630 DDB  |
| Bild gesucht BW                             |                                                                              | Weilmünster, Neugasse 5 LageFlur: 13, Flurstück: 23/1 | | 1725 bis 1775          | 52632 DDB  |
| Bild gesucht BW                             |                                                                              | Weilmünster, Neugasse 7 LageFlur: 13, Flurstück: 22/2 | | 1625 bis 1675          | 52633 DDB  |
|                                             |                                                                              | Weilmünster, Rathausplatz 1 LageFlur: 11, Flurstück: 78 | | 1713                   | 52634 DDB  |
| weitere Bilder                              | Altes Amtshaus und Backhaus                                                  | Weilmünster, Rathausplatz 4 LageFlur: 11, Flurstück: 89/1 | | Ende 17. Jahrhundert   | 52636 DDB  |
| Denkmal 1870/71                             | Denkmal 1870/71                                                              | Weilmünster, Rathausplatz 6 LageFlur: 11, Flurstück: 91/1 | | Ende 19. Jahrhundert   | 52635 DDB  |
| Ev. Kirche                                  | Ev. Kirche                                                                   | Weilmünster, Rathausplatz 6 LageFlur: 11, Flurstück: 91/1 | | 1175 bis 1225          | 52637 DDB  |
| Bild gesucht BW                             | Evangelisches Pfarrhaus                                                      | Weilmünster, Weilstraße 74 LageFlur: 29, Flurstück: 80/2 | | 1902                   | 52638 DDB  |
| weitere Bilder                              | Schule                                                                       | Weilmünster, Weilstraße 76 LageFlur: 13, Flurstück: 93/1 | Die ehemalige Volks- und heutige Grundschule ist in einer Baugruppe von Häusern im Stil zwischen Neobarock und Klassizismus angesiedelt. Das ältere Hauptgebäude wurde 1913/15 als Putzbau mit hohem Mansardwalmdach, einer Schweifgiebelgaupe und Uhrentürmchen erbaut. Der Neubau stammt aus den Jahren 1951–53 und entspricht in der Formsprache dem Altbau. | 1913/15                | 52639 DDB  |
| Bild gesucht BW                             | Hotel und Gasthaus                                                           | Weilmünster, Weilstraße 104 LageFlur: 9, Flurstück: 53/1 | | 1875 bis 1885          | 52640 DDB  |
| Bild gesucht BW                             |                                                                              | Weilmünster, Weißeroßgasse 5 LageFlur: 12, Flurstück: 23/1 | | 1839                   | 52641 DDB  |
| weitere Bilder                              | Psychiatrisches Landeskrankenhaus, Ehemalige Irren-, Heil- und Pflegeanstalt | Weilmünster, Wellersberg, Weilstraße 10, Seifenheck 23, Hörch, Gutshof 1, Gutshof, Arme Mann LageFlur: 24, 27, 28, Flurstück: 36, 37, 26/3–5, 2/23, 2/25–27, 2/30–32, 2/35–48, 2/51, 2/52, 3/6 | Ehemalige Irren-, Heil- und Pflegeanstalt | Ende 19. Jahrhundert   | 52642 DDB  |

### Wolfenhausen
| Bild            | Bezeichnung         | Lage                                                                                | Beschreibung | Bauzeit                | Objekt-Nr. |
| --------------- | ------------------- | ----------------------------------------------------------------------------------- | ------------ | ---------------------- | ---------- |
| weitere Bilder  |                     | Wolfenhausen, Blumenweg 2 LageFlur: 29, Flurstück: 103/2                            |              | Anfang 18. Jahrhundert | 52723 DDB  |
|                 |                     | Wolfenhausen, Bornbachstraße 9 LageFlur: 31, Flurstück: 40                          |              | 1795 bis 1805          | 52711 DDB  |
| Bild gesucht BW |                     | Wolfenhausen, Bornbachstraße 11 LageFlur: 31, Flurstück: 42                         |              |                        | 52712 DDB  |
| weitere Bilder  |                     | Wolfenhausen, Bornbachstraße 30/32 LageFlur: 30, Flurstück: 52, 53                  |              | Anfang 18. Jahrhundert | 52713 DDB  |
| Gesamtanlage    | Gesamtanlage        | Wolfenhausen, Gesamtanlage Wolfenhausen Lage                                        |              |                        | 52709 DDB  |
| weitere Bilder  | Brunnen             | Wolfenhausen, Grabenstraße o. Nr. (bei Hellstraße 1) LageFlur: 31, Flurstück: 130/2 |              | 1884                   | 52716 DDB  |
| Bild gesucht BW | Alter Pfarrhof      | Wolfenhausen, Grabenstraße 5 LageFlur: 30, Flurstück: 34/2                          |              | 1575 bis 1625          | 52717 DDB  |
| weitere Bilder  | Brunnen             | Wolfenhausen, Grabenstraße 7 LageFlur: 31, Flurstück: 99                            |              | 1893                   | 52714 DDB  |
| weitere Bilder  |                     | Wolfenhausen, Hellstraße 2 LageFlur: 31, Flurstück: 91                              |              | 1729                   | 52718 DDB  |
| weitere Bilder  | Evangelische Kirche | Wolfenhausen, Kirchbergweg 10 LageFlur: 30, Flurstück: 95/36                        |              | 1752                   | 52710 DDB  |
| weitere Bilder  | Alte Schule         | Wolfenhausen, Kirchbergweg 15, Grabenstraße 9 LageFlur: 31, Flurstück: 100/2, 101   |              | 1625 bis 1675          | 52721 DDB  |
|                 |                     | Wolfenhausen, Langhecker Weg 1/3 LageFlur: 31, Flurstück: 29, 31/4                  |              | Anfang 18. Jahrhundert | 52719 DDB  |
|                 |                     | Wolfenhausen, Langhecker Weg 2 LageFlur: 31, Flurstück: 14/1                        |              | 1695 bis 1705          | 52720 DDB  |
| weitere Bilder  | Brunnen             | Wolfenhausen, Lupusstraße (bei Nr. 11) LageFlur: 29, Flurstück: 151                 |              | 1884                   | 52724 DDB  |